# Lichinga
Lichinga è una città del Mozambico, capoluogo della provincia Niassa.
È situata a una quota di 1.360 metri, nei pressi delle sponde orientali del Lago Niassa. La città è il centro più importante dell'altopiano del Niassa, che si trova sul margine orientale della Rift Valley a un'altezza media di 1.200 metri. Intorno a Lichinga sorge un'estesa pineta artificiale che ha un effetto rinfrescante sul microclima della città.

## Storia
L'insediamento venne fondato nel 1931 dai portoghesi con il nome di "Vila Cabral" con funzioni militari e agricole. In seguito all'indipendenza, ottenuta nel 1975, il nuovo governo ribattezzò la città con il nome attuale.

## Geografia fisica

### Clima
Per via della sua altitudine, la città si trova in una fascia climatica particolare di clima subtropicale umido, anomala rispetto alle regioni circostanti del Mozambico. La stagione fredda, con giornate frequentemente nuvolose e punte di minima vicino agli 0 °C, ma senza precipitazioni è compresa tra maggio e settembre. La stagione estiva, in cui si concentrano le precipitazioni, va da ottobre ad aprile con temperature medie intorno ai 22 °C, che raramente superano i 35 °C. Le piogge si concentrano tra dicembre e marzo e le precipitazioni raggiungono in media i 1.171 mm.

## Infrastrutture e trasporti

### Strade
Da Lichinga, si dipartono le strade (per lo più sterrate, con brevi tratti asfaltati intorno alla città) che collegano la città al lago Niassa e al distretto di Sanga (direzione Nord), al villaggio di Meponda (direzione Ovest), a Mandimba, seguendo poi per il Malawi e rientrando in Mozambico a Cuamba (direzione Sud), a Marrupa, passando per la Riserva del Niassa, poi fino a Montepuez e Pemba (direzione Est) e per la zona agricola di Matama (direzione Nord-Est).

### Aeroporto
L'aeroporto di Lichinga (Codice IATA = VXC) sorge pochi chilometri a Nord-Est della città. La pista è servita dalla LAM (Linhas aéras de Moçambique) con voli verso Maputo, Beira, Quelimane, Nampula e Tete.

### Ferrovie
Lichinga è il terminale Nord di una diramazione della linea ferroviaria del Nord del Mozambico, che parte dal porto di Nacala e serve Nampula e Cuamba. Da Cuamba, il ramo principale, che fa parte del Corridoio di Sviluppo del Nord continua verso Ovest attraverso il Malawi per poi rientrare in Mozambico nella provincia di Tete e servire le miniere di carbone di Moatize, mentre il ramo settentrionale - sostanzialmente in disuso - raggiunge la stazione di Lichinga.

## Galleria d'immagini della città

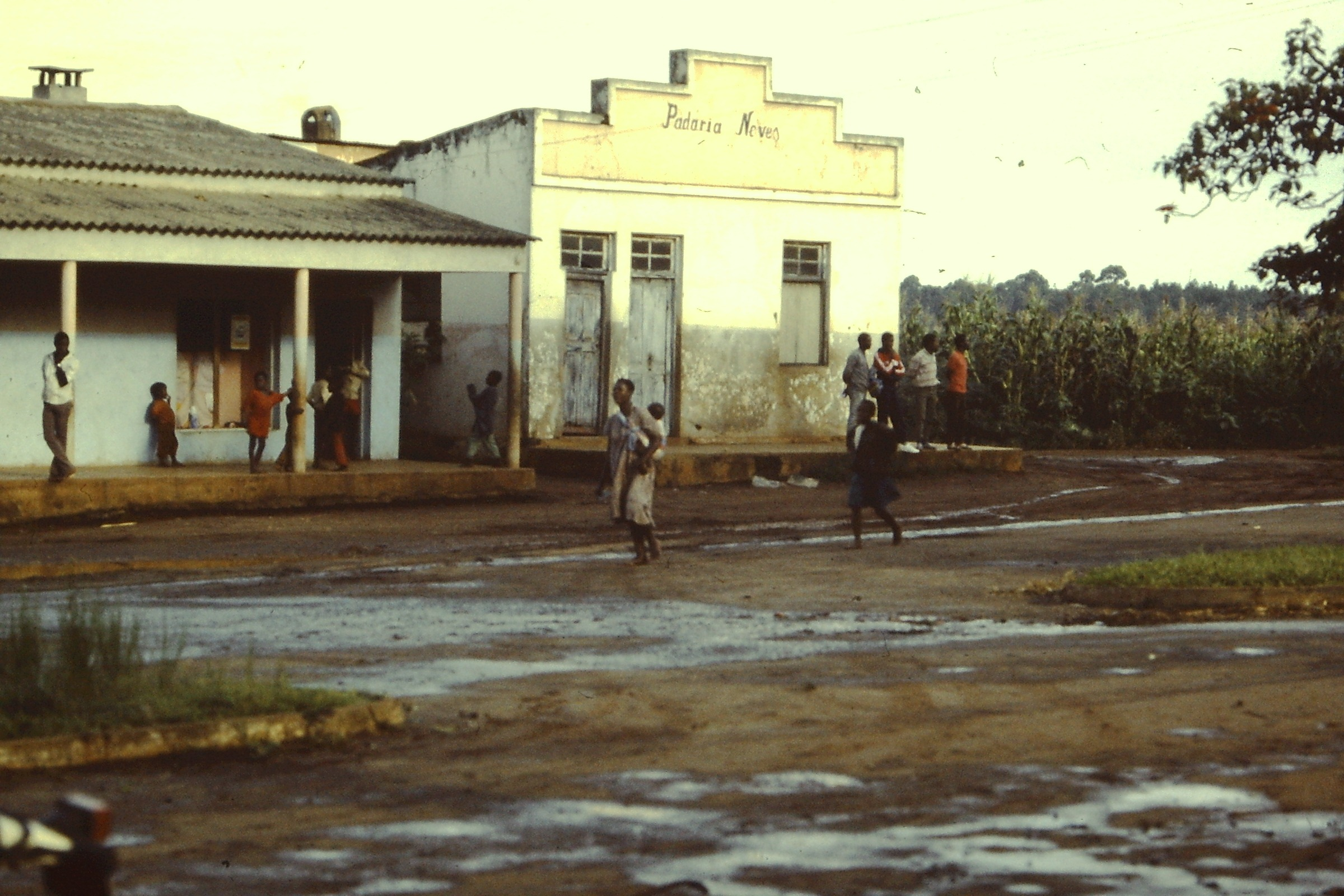
La panetteria Neves, nella stagione delle piogge (1998)
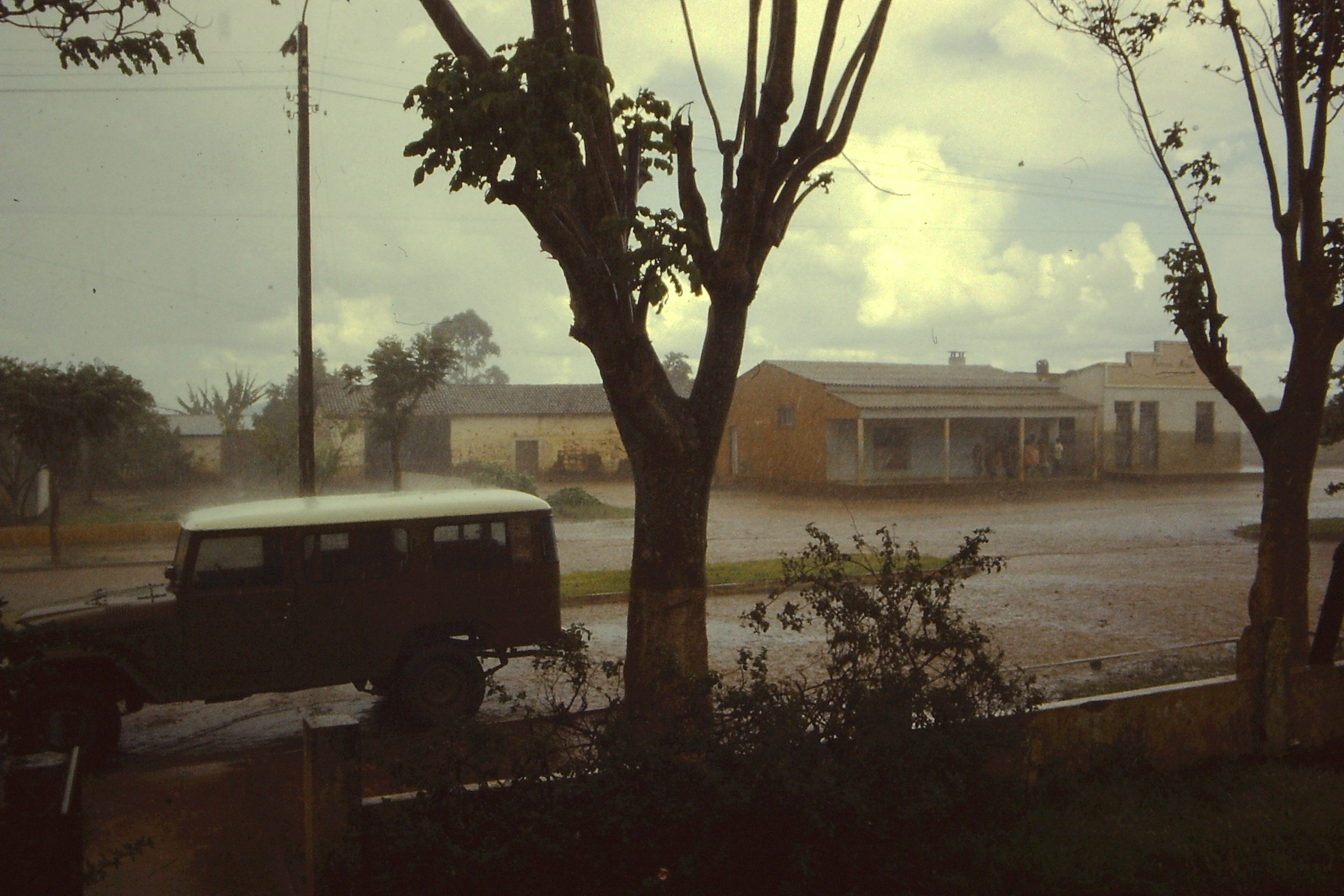
Strada di Lichinga durante la stagione delle piogge (1998)
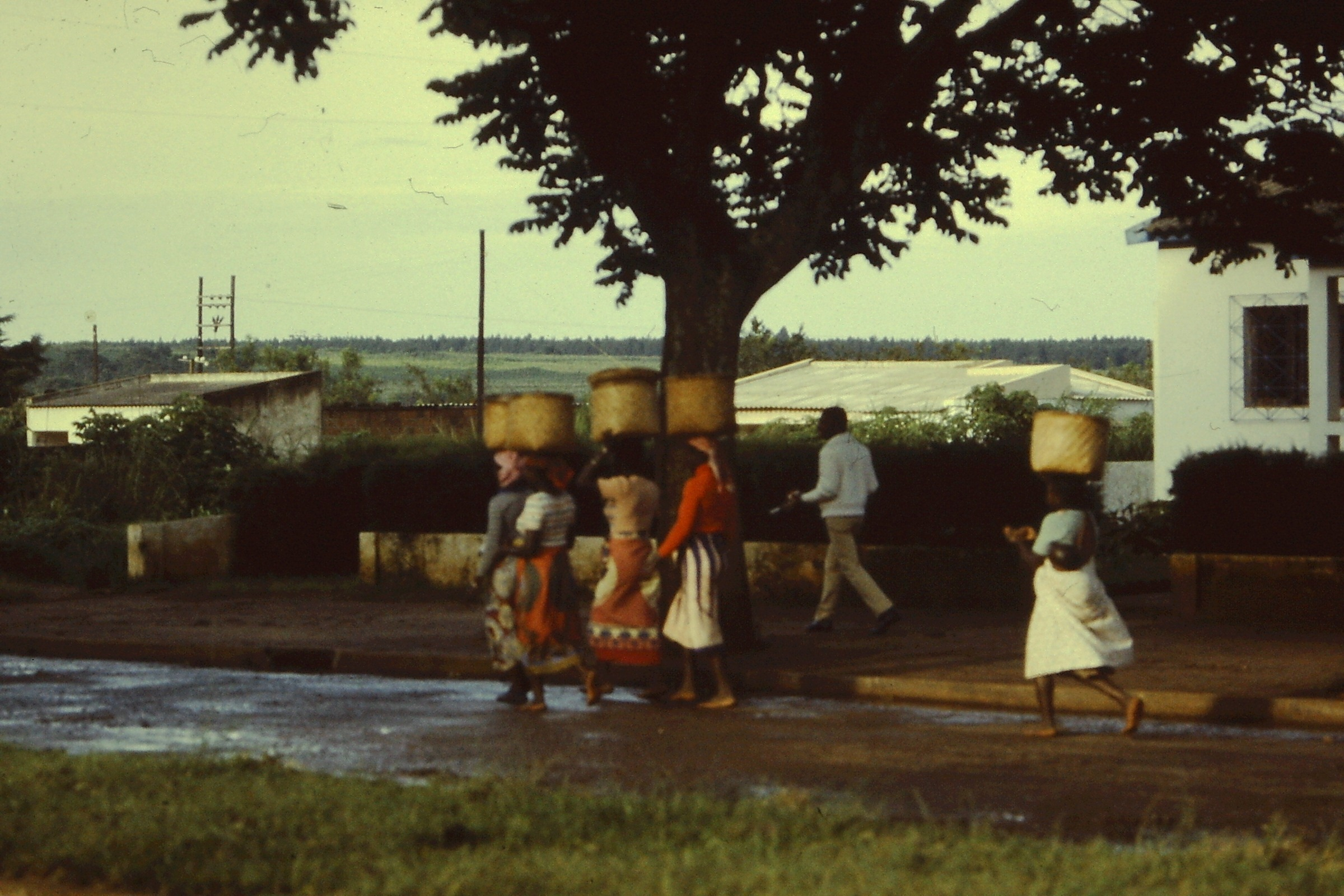
Donne che trasportano farina di mais (1998)
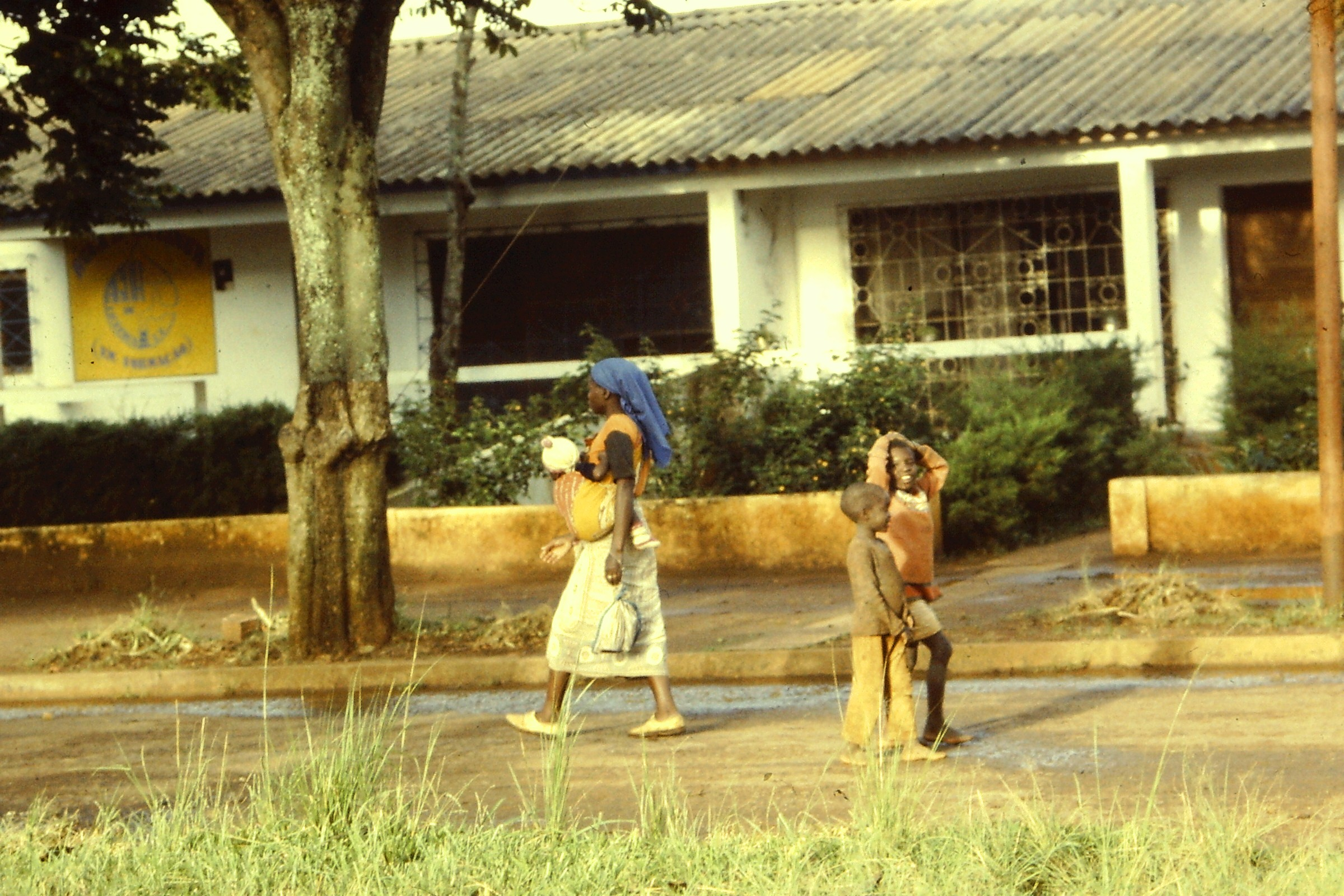
Donne con bambini, tornando dal mercato (1998)
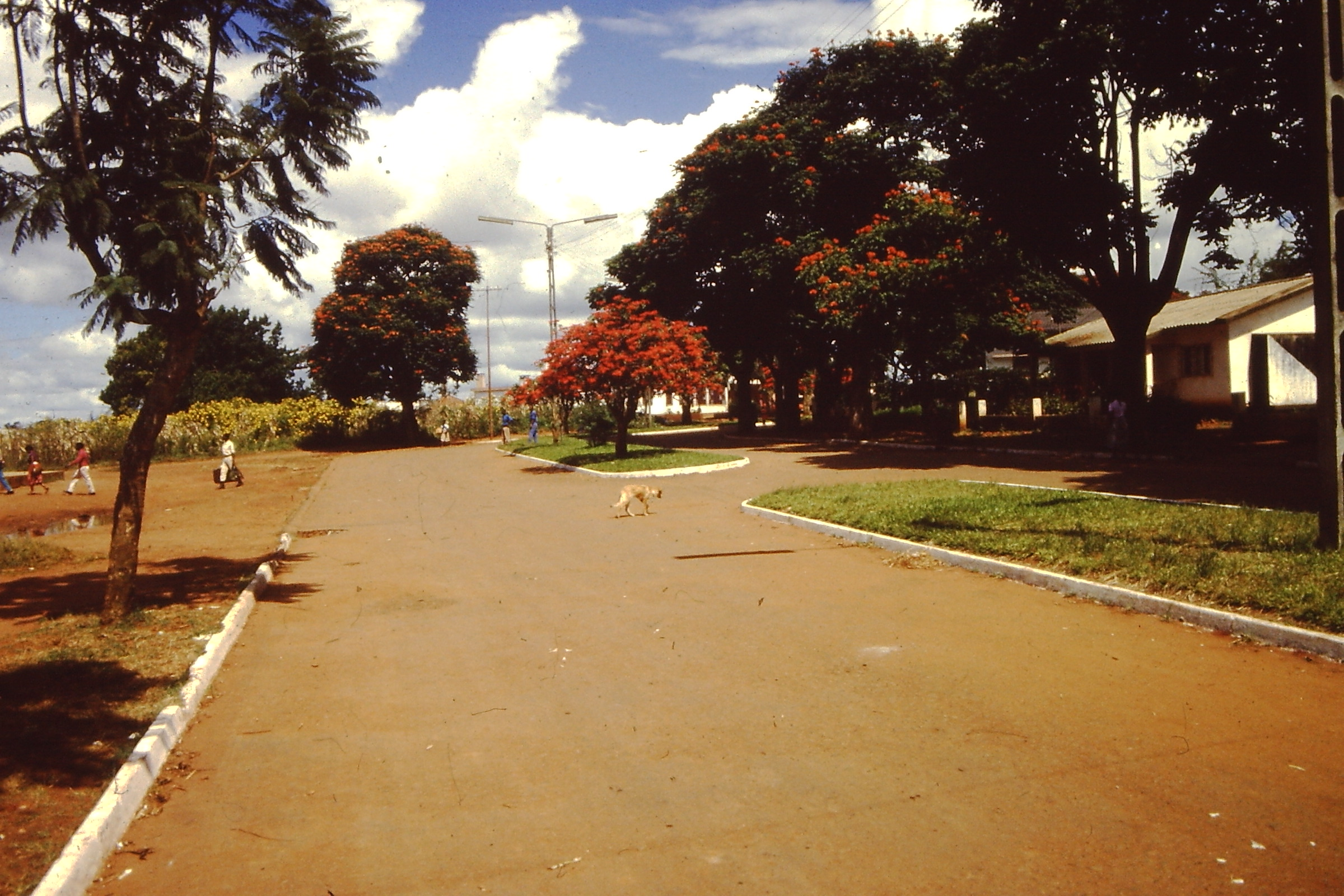
La via Julius Nyerere, alberata con rose di natale e Spathodea campanulata (1998)
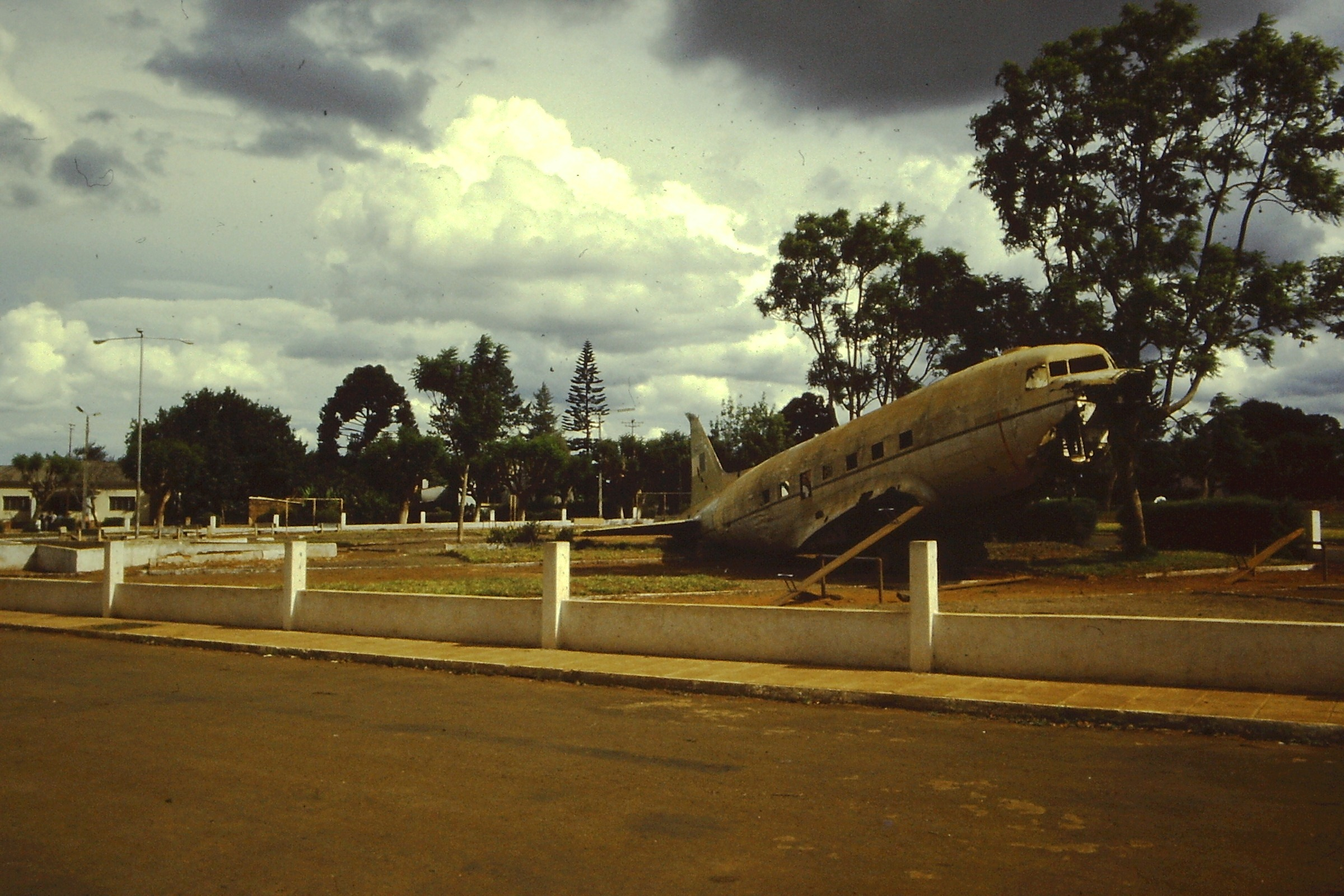
Il parco centrale di Lichinga, con i resti di un DC3 precipitato durante la guerra d'indipendenza (1998)
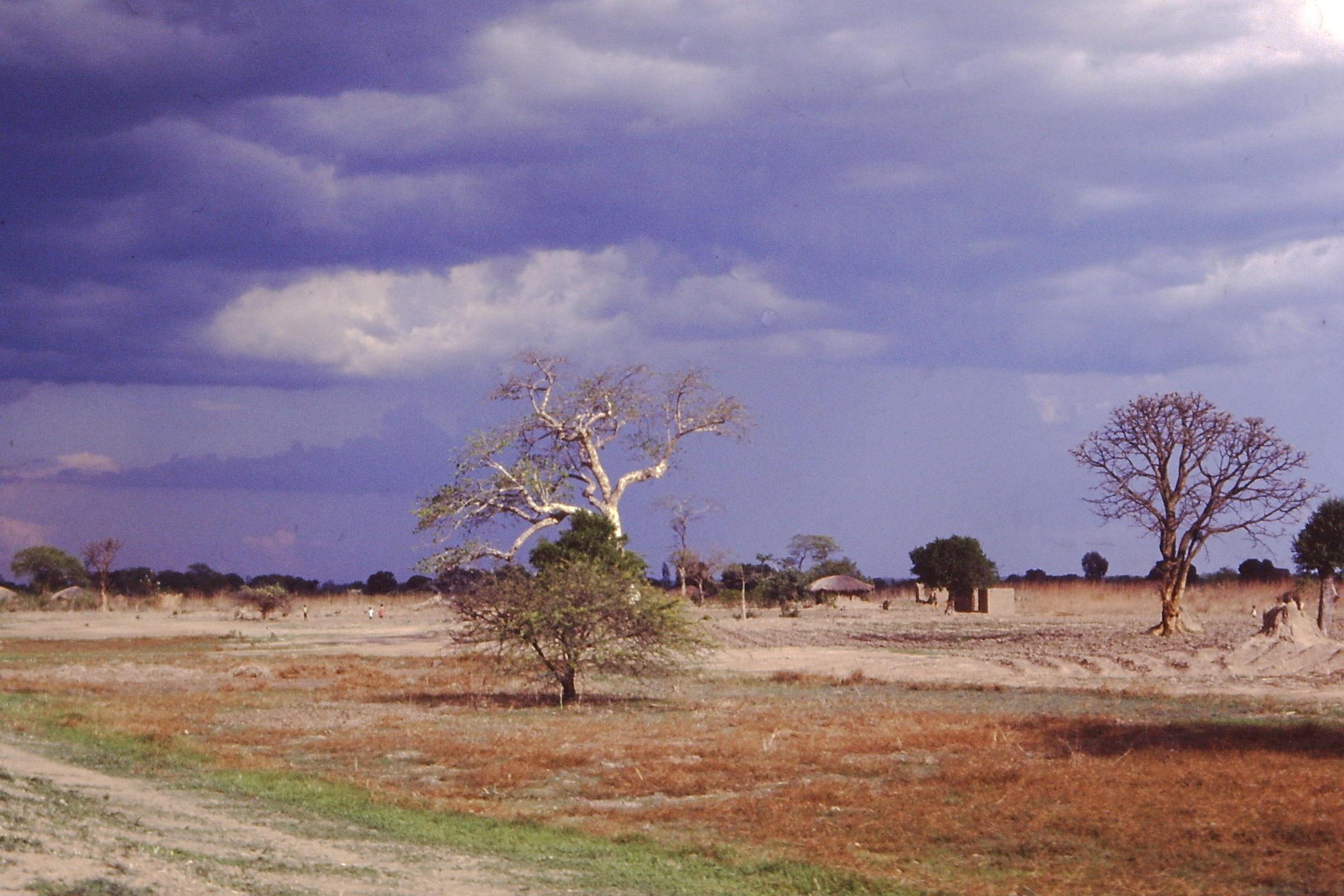
Lichinga, le piogge si avvicinano
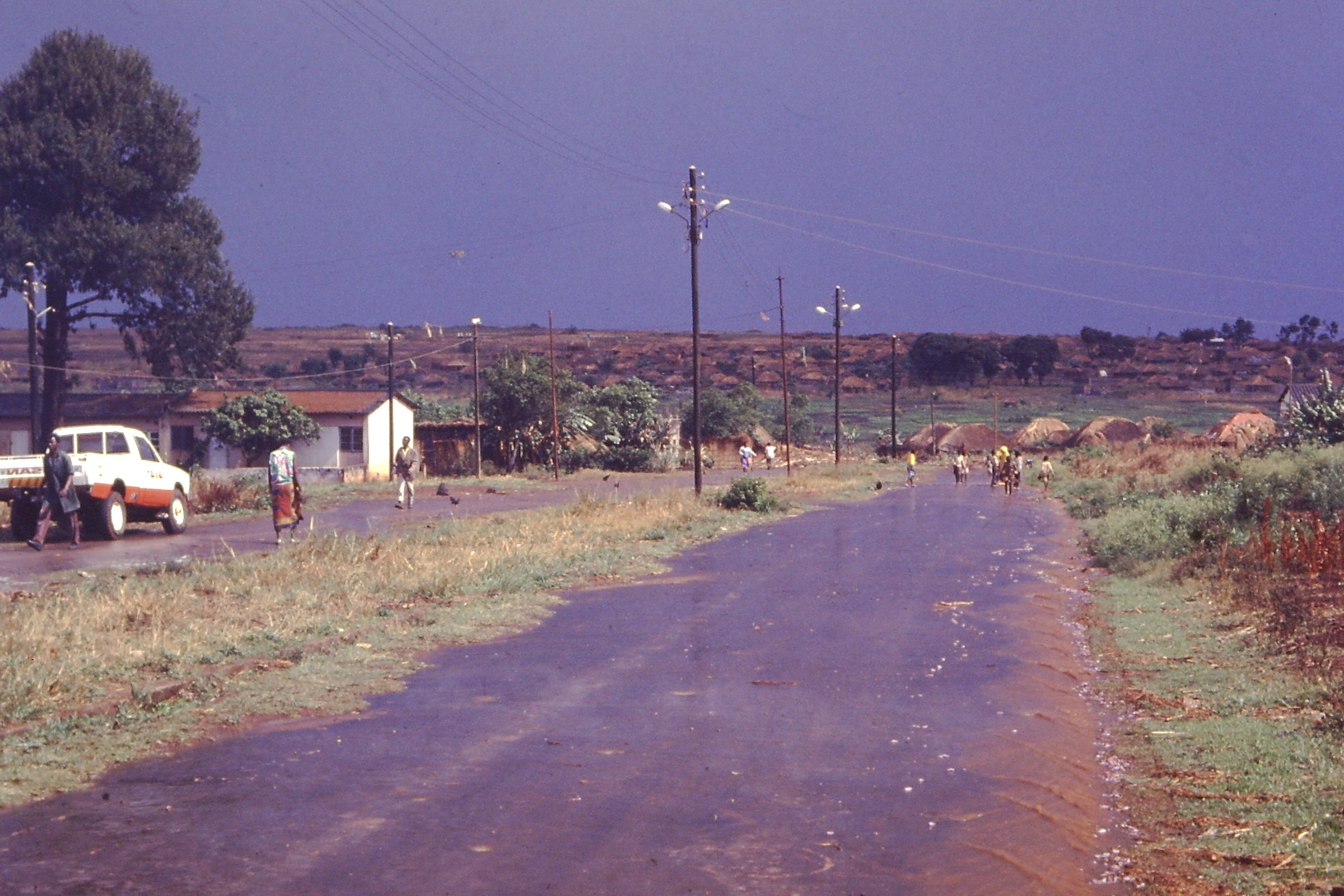
Lichinga, la pioggia incombente sulla città